# Рыбный бульон

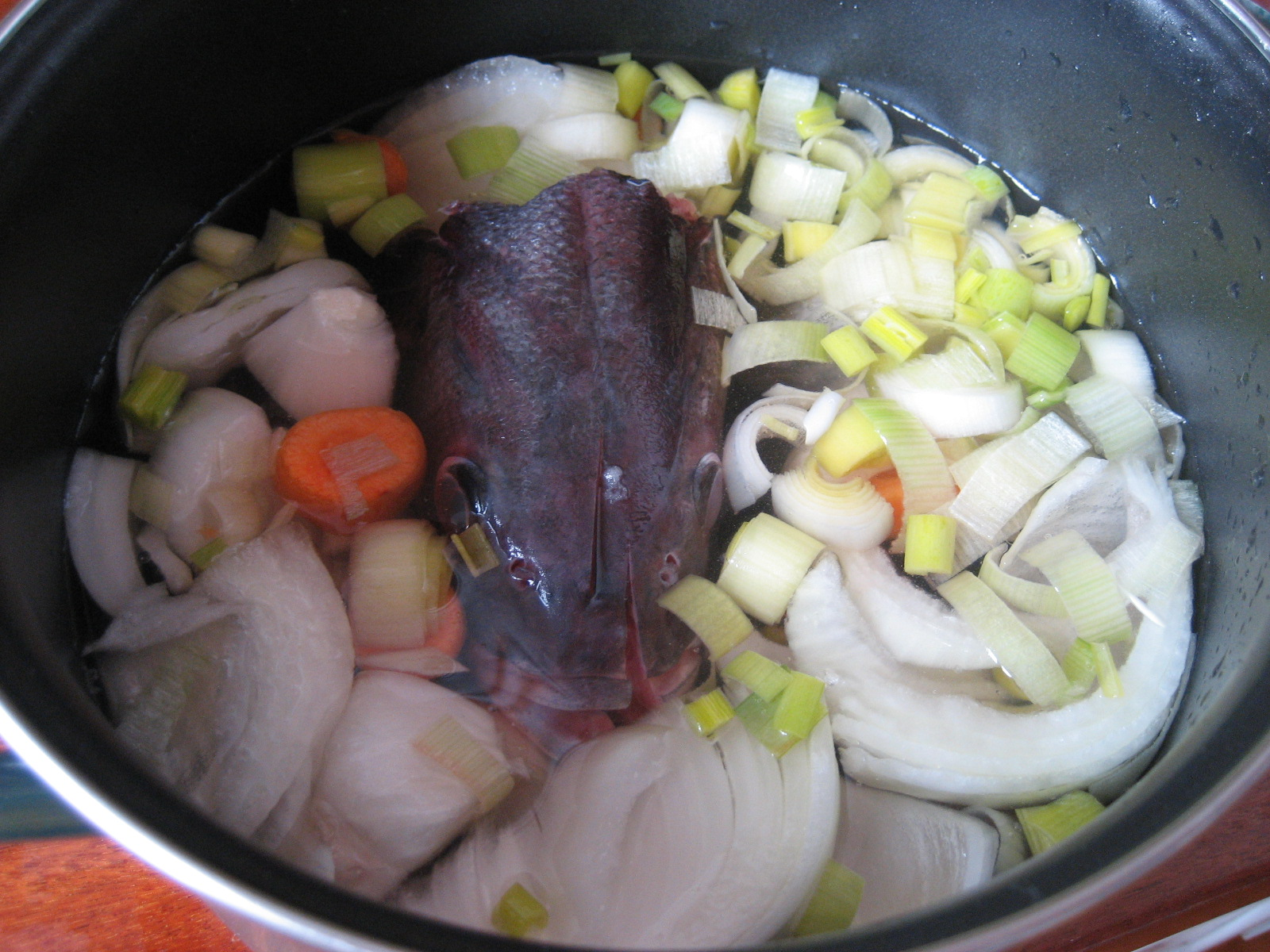
Исходные продукты для приготовления концентрированного рыбного бульона из головы лаврака

Рыбный бульон — бульон, приготовленный из рыбы и её пищевых отходов. Как самостоятельное блюдо, рыбный бульон подают с различными наполнителями и гарнирами. Как кулинарный полуфабрикат, рыбный бульон идёт на заправочные и пюреобразные супы и другие блюда.
Рыбные бульоны готовят практически из любой пресноводной и океанической рыбы. Самые вкусные рыбные бульоны получают из судака, ершей и рыб осетровых пород. Бульоны из дальневосточной наваги, камбалы, меламиды, сельди и салаки не рекомендуется готовить из-за мутности и неприятного привкуса. Пищевые отходы осетровых — головы и часть хребта называются головизной, бульон из головизны идёт на приготовление супов. Рыбные бульоны под супы также варят из пищевых отходов солёной рыбы (кеты, горбуши, сёмги, лососины).
Для варки рыбных бульонов используют выпотрошенную мелкую рыбу целиком или кусками, а также отходы обработки рыбы: головы, хвосты, плавники, кости и кожу. Бульоны из тушек, звеньев и кусков рыбы вкуснее и ароматнее, чем из рыбных пищевых отходов. Крупные головы и кости разрубают на части, удаляют глаза и жабры. Мякоть с головизны отделяют спустя час варки, а кости и хрящи варят до размягчения ещё 3—4 часа. Для аромата в рыбные бульоны закладывают репчатый лук, белые коренья, стебли петрушки и укропа и лавровый лист. Бульоны из морской и океанической рыбы обладают специфическим запахом и требуют больше специй. Правильно приготовленные рыбные бульоны достаточно прозрачны, при необходимости их осветляют икрой частиковых рыб, яичными белками и овощами.